# Kavalleriedivision
Eine Kavalleriedivision war ein militärischer Großverband (Division), dessen Kampftruppenkern ganz oder überwiegend aus Kavallerie sowie den üblichen Stabs- und Kampfunterstützungstruppen bestand, und deren Artillerie bespannt war.
Die Gliederung variierte abhängig von Staat und Epoche stark. Kavalleriedivisionen wurden als selbständiger operativer Großverband in Stärke mehrerer Bataillone eingesetzt, die als Kavallerieregimenter bezeichnet wurde, da sie schneller und mobiler waren als die Infanterie, und wurden mit mehreren Infanteriedivisionen in einem Armeekorpsverband eingesetzt oder mit anderen Kavalleriedivisionen zu einem Kavalleriekorps vereinigt.
Ihre taktische aber auch operative Bedeutung schwand schon vor und während des Ersten Weltkriegs. Kavallerie wurde nach Beginn des Ersten Weltkriegs nur noch als Flankensicherung oder als Meldereiter und Stabssicherung eingesetzt. Im Zweiten Weltkrieg waren berittene Kavalleriedivisionen gegenüber den motorisierten Großverbänden der Infanterie oder Panzerdivisionen veraltet und hatten nur noch dort Bedeutung, wo das Gelände die Verwendung von Kraftfahrzeugen nicht erlaubte.

## Kavalleriedivisionen in einzelnen Staaten

### Deutschland

#### 1871 bis 1918
Im Frieden bestand im Deutschen Heer nur beim Garde-Korps der preußischen Armee eine Kavallerie-Division, die Garde-Kavallerie-Division.
Bei der Mobilmachung 1914 wurde unabhängig von der bisherigen Friedensgliederung die Heereskavallerie in Kavallerie-Divisionen (1. bis 9. und Königlich Bayerische Kavallerie-Division) mit je drei Kavallerie-Brigaden zu je zwei Kavallerie-Regimentern zusammengefasst. Hinzu kamen als Divisionstruppen je eine reitende Abteilung der Feldartillerie, eine Maschinengewehr-Abteilung und eine Pionier-Abteilung. Aufgrund des Stellungskriegs, der keine Einsatzmöglichkeiten der Kavallerie bot, und des zunehmenden Pferdemangels gaben die meisten Divisionen ab Herbst 1916 ihre Pferde ab und wurden als Kavallerie-Schützen-Divisionen infanteristisch eingesetzt. Bei Kriegsende bestanden nur noch die 1., 2., 4. und die Bayerische Divisionen.
Jeweils zwei bis drei Kavallerie-Divisionen unterstanden sogenannten Höheren Kavallerie-Kommandos (H.K.K.), die einzelnen Armeen zugeteilt waren. Bei Kriegsbeginn bestanden vier H.K.K., die an der Westfront eingesetzt wurden. Nach dem Übergang zum Stellungskrieg wurden H.K.K. Nr. 2 und 4 aufgelöst, H.K.K. Nr. 1 und 3 an die Ostfront verlegt.
Im Zuge der dortigen deutsche Offensive 1915 wurden H.K.K. Nr. 5 und 6 neu aufgestellt. Alle H.K.K. wurden 1916 in Generalkommandos zur besonderen Verwendung zur Führung gemischter Verbände umgewandelt.

#### 1919 bis 1934
Durch die Rüstungsbeschränkungen des Versailler Vertrags wurde das Reichsheer der Reichswehr auf eine Stärke von 100.000 Mann begrenzt. Neben 7 Infanterie-Divisionen gab es 3 Kavallerie-Divisionen mit insgesamt 18 Regimentern. Die Reiter-Regimenter wurden xx. Reiter-Regiment benannt (xx ist hier Platzhalter für die Nummer der jeweiligen Regimenter). Historische Namen alter Verbände wurden nicht übernommen, die Tradition der alten Regimenter jedoch fortgeführt.

#### 1934 bis 1945
In der Wehrmacht wurde im Jahr 1934 die 3. Kavallerie-Division in eine „leichte Division“ umgegliedert, und 1936 die zwei noch bestehenden Kavallerie-Divisionen aufgelöst. Dabei wurde aus den Kavallerie-Regimentern 1 und 2 in Ostpreußen die 1. Kavallerie-Brigade gebildet und im Oktober 1939 in die 1. Kavallerie-Division umgegliedert. 13 Regimenter blieben zur Bildung von Aufklärungs-Abteilungen der Infanterie-Divisionen und der Reiter-Züge der Infanterie-Regimenter bestehen.
Vor allem bei unwegsamen Gelände stieg während der Operationen an der Ostfront die Notwendigkeit nach kampfkräftigen Kavalleriepatrouillen zur Aufklärung und dem Kampf gegen schwächere Feindkräfte im abgesessenen Einsatz. 1943 wurde im Bereich der Heeresgruppe Mitte aus den Reiter-Schwadronen der Aufklärungs-Abteilungen 6, 34, 35 und 102 der „Reiterverband Boeselager“ aufgestellt, nach dessen erfolgreichem Einsatz noch 1943 bei den Heeresgruppen im Osten die Kavallerie-Regimenter „Mitte“, „Nord“ und „Süd“ aufgestellt wurden, aus denen 1944 die Kavallerie-Brigaden 3 – im Februar 1945 umbenannt in „3. Kavallerie-Division“ – und 4 – im Februar 1945 umbenannt in „4. Kavallerie-Division“ – gebildet wurden. Zusammen mit dem 1. ungarischen Kavallerie-Regiment bildeten sie das I. (Heeres) Kavallerie-Korps.
Insbesondere die Waffen-SS setzte in der Partisanenbekämpfung auf Kavallerieverbände. Sie stellte mit der 8. SS-Kavallerie-Division „Florian Geyer“, der 22. SS-Freiwilligen-Kavallerie-Division und der 37. SS-Freiwilligen-Kavallerie-Division „Lützow“, aus den Resten der beiden ersten, insgesamt 3 Kavallerie-Divisionen.
Schon 1941 wurde die erste freiwilligen Kosaken (Kavallerie)-Abteilung aufgestellt, durch weitere Aufstellung von Kosaken-Verbänden wurde daraus 1943 die 1. Kosaken-Kavallerie-Division und noch am 1. Februar 1945 wurde das XV. Kosaken-Kavallerie-Korps mit drei Divisionen aufgestellt und der Waffen-SS unterstellt.
Waffenfarbe der Kavallerie war in der Wehrmacht goldgelb.

### Österreich-Ungarn
Innerhalb der kaiserlich-königlichen Armee bestanden insgesamt acht sogenannte Kavallerie-Truppendivisionen und drei Landwehr-Kavalleriebrigaden, aufgeteilt auf k.u.k. Husaren, k.u.k. Dragoner und k.u.k. Ulanen.

### Sowjetunion
Die Rote Armee verfügte am 22. Juni 1941 über sechs Kavalleriedivisionen in drei Kavalleriekorps. Die genaue Kriegsgliederung geht aus der entsprechenden Übersicht hervor.